# Wentworth Miller
Wentworth Earl Miller III, född 2 juni 1972 i Chipping Norton i Oxfordshire, är en Golden Globe-nominerad amerikansk skådespelare. Han är mest känd som Michael Scofield i TV-serien Prison Break.

## Biografi

### Uppväxt
Miller föddes i Chipping Norton, Oxfordshire, England. Hans mor, Joy Marie, (född Palm), var lärare och hans far Wentworth Earl Miller II var advokat och lärare.  Miller har angett att hans far är av afro-amerikansk, jamaicansk, brittisk, tysk, och cherokesisk börd och att hans mor är av rysk, fransk, holländsk, libanesisk, syrisk, svensk, polsk och österrikisk börd.
Millers far studerade vid Oxford vid Millers födelse. Hans familj flyttade till Park Slope, Brooklyn, New York, när han var ett år. Han har två systrar, Leigh och Gillian. Miller gick i Midwood High School i Brooklyn, New York, USA. Han var medlem i bandet SING!, en årlig musikalisk produktion som startades av Midwood. Han gick där i tre år innan han transporterades till en annan skola, Quaker Valley High School, där han tog examen 1990. År 1995 tog han examen vid Princeton University i engelsk litteratur. Under sin tid på Princeton reste han runt i världen och framträdde med sin a cappella-grupp, The Princeton Tigertones.

### Filmkarriär
År 1995 åkte han till Los Angeles för att ägna sig åt skådespeleri.
Millers första framträdande var i rollen som den känsliga och introverta personen David Scott i ABC:s miniserie Dinotopia. Efter att gjort några mindre tv-roller, fortsatte han med sin karriär i filmen The Human Stain, där han spelade en ung version av Anthony Hopkins karaktär, Coleman Silk. Millers första tv-framträdande var i Buffy och vampyrerna ("Go Fish", 1998), där han spelade de studentförvandlade sjömonstret Gage Petronzi.
År 2005 fick Miller rollen som Michael Scofield i Foxs tv-serie Prison Break. Han spelar rollen som en omsorgsfull man som skapar en genomtänkt plan för att hjälpa sin bror, Lincoln Burrows (Dominic Purcell) att rymma från ett dödsstraff efter att ha funnits skyldig till ett brott han inte begått. Hans uppträdande gav honom en Golden Globe-nomination för Bästa skådespelare i en dramatisk serie år 2005.
Miller har också varit med i två Mariah Carey-musikvideor: "It's Like That" och "We Belong Together" som gäst. Regissören Brett Ratner, som också regisserade det första avsnittet i Prison Break, skrev kontrakt för att regissera de två musikvideorna. Ratner kom på idén till Carey om att använda Miller i videorna. Efter att ha visat henne Millers bild så kom de överens om att använda honom. Då både videorna och första avsnittet i Prison Break filmades samtidigt, var en speciell uppsättning konstruerad i uppsättning av Mariah Carey-videorna, så att Miller kunde få möjligheten att arbeta samtidigt med båda projekten. Han säger: "Mariah är en internationell ikon. De två dagarna jag tillbringat med att arbeta på hennes video gjorde mer för min karriär, gav mig mer stress, än något jag gjort innan Prison Break. Jag är tacksam för möjligheten".
2014 medverkade Miller i filmen The Loft. Där spelar han en av flera unga män som bestämmer sig för att skaffa en lägenhet där de kan ägna sig åt bland annat älskarinnor. Situationen ändras drastiskt när en kvinna hittas död i lägenheten. Wentworth deltog också här på en av sina första filmpremiärer på flera år. 
2014 skrev han också kontrakt med skaparna av TV-serien The Flash. En Tv-serie där han aktivt medverkar som superskurken "Captian Cold" eller "Leonard Snart", också här samarbetar han med Dominic Purcell. Miller angav hans namn till skaparna när de planerade att ge honom en partner. Kort efter detta skrev också Purcell under och spelar Millers aningen instabila partner "Heatwave".
Wentworth uppgav för media 2013 i ett brev till en Rysk filmfestival att han var homosexuell. Detta var strax efter att några av Rysslands lagar som diskriminerar HBTQ-personer kommit igenom. I brevet förklarar han att han inte kan ta ställning till att besöka landet då han är medveten om hur personer som honom behandlas felaktigt där, han undertecknade sedan brevet med sitt namn och tre HBTQ-organisationer.

## Filmografi

### Filmer

#### Som skådespelare
| Year | Title                    | Role               | Notes             |
| ---- | ------------------------ | ------------------ | ----------------- |
| 2000 | Romeo och Julia          | Paris              | Direkt till video |
| 2001 | Room 302                 | Server #1          | Kortfilm          |
| 2003 | The Human Stain          | Young Coleman Silk |                   |
| 2003 | Underworld               | Dr. Adam Lockwood  |                   |
| 2005 | The Confession           | The Prisoner/Tom   | Kortfilm          |
| 2005 | Stealth                  | EDI                | Röstroll          |
| 2009 | Blood Creek              | German soldier     | Uncredited        |
| 2010 | Resident Evil: Afterlife | Chris Redfield     |                   |
| 2014 | The Loft                 | Luke Seacord       |                   |
| 2015 | 2 Hours 2 Vegas          | Guy in rally car   | Kortfilm          |

#### Som manusförfattare och producent
| År   | Titel                    | Anmärkningar |
| ---- | ------------------------ | ------------ |
| 2013 | Stoker                   |              |
| 2016 | The Disappointments Room | Manus        |

### TV
| År              | Titel                             | Roll                                     | Anmärkningar                                                       |
| --------------- | --------------------------------- | ---------------------------------------- | ------------------------------------------------------------------ |
| 1998            | Buffy och vampyrerna              | Gage Petronzi                            | Avsnitt: "Go Fish"                                                 |
| 1999–2000       | Time of Your Life                 | Nelson                                   | 3 avsnitt                                                          |
| 2000            | Popular                           | Adam Rothschild-Ryan                     | 2 avsnitt                                                          |
| 2000            | ER                                | Mike Palmieri                            | Avsnitt: "Homecoming"                                              |
| 2002            | Dinotopia                         | David Scott                              | Huvudroll; 3 avsnitt                                               |
| 2005            | Joan of Arcadia                   | Ryan Hunter                              | 2 avsnitt                                                          |
| 2005–2009; 2017 | Prison Break                      | Michael Scofield                         | Huvudroll                                                          |
| 2005            | Ghost Whisperer                   | Sgt. Paul Adams                          | Avsnitt: "Pilot"                                                   |
| 2009            | Family Guy                        | Skotte #4 Populärt barn #2               | Röstroll, Avsnitt: "Stew-Roids"                                    |
| 2009            | Prison Break: The Final Break     | Michael Scofield                         | TV-film                                                            |
| 2011            | House                             | Benjamin Byrd                            | Avsnitt: "Charity Case"                                            |
| 2013            | Young Justice                     | Slade Wilson / Deathstroke               | Röstroll, Avsnitt: "The Fix"                                       |
| 2014–2018       | The Flash                         | Leonard Snart / Captain Cold / Leo Snart | Återkommande roll; 13 avsnitt (säsonger 1–4)                       |
| 2015            | Superhero Fight Club              | Leonard Snart / Captain Cold / Leo Snart | Kort kampanjvideo                                                  |
| 2016–2018       | Legends of Tomorrow               | Leonard Snart / Captain Cold / Leo Snart | Huvudroll (säsong 1), Återkommande roll (säsonger 2–3); 23 avsnitt |
| 2019            | Madam Secretary                   | Senator Mark Hanson                      |                                                                    |
| 2009, 2019      | Law & Order: Special Victims Unit | Detective Nate Kendall ADA Isaiah Holmes | Avsnitt: "Unstable" Avsnitt: "Murdered at a Bad Address"           |

### Musikvideor
| År   | Titel                | Artist       |
| ---- | -------------------- | ------------ |
| 2005 | "It's Like That"     | Mariah Carey |
| 2005 | "We Belong Together" | Mariah Carey |

## Utmärkelser och nomineringar
| År   | Utmärkelse                         | Kategori                                            | Arbete          | Resultat  |
| ---- | ---------------------------------- | --------------------------------------------------- | --------------- | --------- |
| 2004 | Black Reel Award                   | Best Actor                                          | The Human Stain | Nominerad |
| 2004 | Black Reel Award                   | Best Breakthrough Performance                       | The Human Stain | Nominerad |
| 2005 | Golden Globe Award                 | Best Performance by an Actor in a TV Series – Drama | Prison Break    | Nominerad |
| 2005 | Saturn Award                       | Best Actor on Television                            | Prison Break    | Nominerad |
| 2006 | Gold Derby Award                   | Breakthrough Performer of the Year                  | Prison Break    | Nominerad |
| 2006 | Teen Choice Award                  | Choice TV Actor                                     | Prison Break    | Nominerad |
| 2006 | Teen Choice Award                  | Choice TV Breakout Star                             | Prison Break    | Nominerad |
| 2007 | Bravo Otto                         | Best Male TV Star                                   | Prison Break    | Nominerad |
| 2007 | Teen Choice Award                  | Choice TV Actor: Drama                              | Prison Break    | Nominerad |
| 2008 | Teen Choice Award                  | Choice TV Actor: Action Adventure                   | Prison Break    | Nominerad |
| 2013 | Fright Meter Award                 | Best Screenplay                                     | Stoker          | Nominerad |
| 2013 | International Online Cinema Awards | Best Original Screenplay                            | Stoker          | Nominerad |
| 2014 | Fangoria Chainsaw Award            | Best Screenplay                                     | Stoker          | Nominerad |
| 2015 | Saturn Award                       | Best Guest Starring Role on Television              | The Flash       | Vann      |
| 2017 | Teen Choice Award                  | Choice TV Actor: Action Adventure                   | Prison Break    | Nominerad |

## Översättning
Den här artikeln är helt eller delvis baserad på material från engelskspråkiga Wikipedia, Wentworth Miller, 19 mars 2013.